# 平成筑豊鉄道田川線
田川線（たがわせん）は、福岡県行橋市の行橋駅から同県田川市の田川伊田駅に至る平成筑豊鉄道の鉄道路線である。
旧日本国有鉄道（国鉄）の特定地方交通線であった九州旅客鉄道（JR九州）田川線を承継した路線である。石炭を苅田港などへ運搬するために敷設された。周防灘に注ぐ今川に沿って走っている。
貴重な構造物も多く残されており、崎山 - 源じいの森間にある九州最古の鉄道トンネルである第二石坂トンネルと、赤 - 内田間にある煉瓦と石で造られた三連アーチ橋の内田三連橋梁は1999年に国の登録有形文化財に登録されている。　

## 路線データ
- 管轄（事業種別）：平成筑豊鉄道（第一種鉄道事業者）
- 区間（営業キロ）：行橋 - 田川伊田 26.3km
- 軌間：1,067mm
- 駅数：17駅（起終点駅含む）
- 複線区間：なし（全線単線）
- 電化区間：なし（全線非電化）
- 閉塞方式：特殊自動閉塞式（電子符号照査式）
- 最高速度：85km/h[1]
- IC乗車カード対応区間：なし

## 運行形態
すべて普通列車でワンマン運転を行っている。大半の列車が伊田線と直通する行橋 - 直方間の運行で、2021年3月13日より昼間は1時間に1本、朝夕は1時間あたり1本から2本の運行。朝と夜には行橋 - 犀川間の区間運転列車がある。

## 歴史
初代豊州鉄道によって行橋 - 伊田（現在の田川伊田）間の全線が1895年に開業。1901年に九州鉄道に合併された後、鉄道国有法により1907年に買収・国有化され、1909年に田川線の名称を与えられた。1942年には彦山駅まで延伸されたが、添田 - 彦山間が1956年に日田線（現在の日田彦山線）に、伊田 - 添田間が1960年に日田彦山線に編入され、行橋 - 伊田間が田川線となった。
筑豊炭田の衰退ともに、客貨ともに輸送量が減少し、国鉄再建法の施行とともに第3次特定地方交通線に指定され、1987年にJR九州に承継された後、1989年に伊田線・糸田線とともに平成筑豊鉄道に転換された。

### 年表
*は後に他線区に分離された区間

路線名および区間の変遷
赤：田川線
緑：1956年に日田線に編入
青：1960年に日田彦山線に編入

- 1895年（明治28年）8月15日 豊州鉄道が行橋 - 伊田を開業、行橋・豊津・油須原・香春（初代）・伊田の各駅を新設。
- 1896年（明治29年）2月5日 伊田 - 後藤寺*を延伸開業、（貨）西身内谷*・後藤寺*の両駅を新設。
- 1897年（明治30年）
  - 4月20日 犀川駅を新設。
  - 10月20日 後藤寺* - 起行*の貨物支線を開業、（貨）起行駅*を新設。
- 1899年（明治32年）
  - 1月25日 香春 - 夏吉の貨物支線を開業、（貨）夏吉駅を新設。
  - 7月10日 後藤寺* - 川崎*を延伸開業、川崎* - 第一大任*の貨物支線を開業、（貨）後藤寺原*・池尻*・川崎*・（貨）第一大任*の各駅を新設。
- 1901年（明治34年）9月3日 豊州鉄道が九州鉄道に合併。
- 1903年（明治36年）12月21日 川崎* - 添田*を延伸開業、添田駅（初代）*を新設。
- 1906年（明治39年）1月12日 川崎* - 第二大任*および添田* - 庄*の貨物支線を開業、（貨）第二大任*・（貨）庄*の両駅を新設。
- 1907年（明治40年）7月1日 鉄道国有法により九州鉄道が官設鉄道に買収される。
- 1909年（明治42年）
  - 1月1日 後藤寺* - 東身内谷*および後藤寺* - 南*の貨物支線を開業、（貨）東身内谷*・（貨）南*の両駅を新設。
  - 10月12日 国有鉄道線路名称制定により、行橋 - 田川 - 添田*・香春 - 夏吉・後藤寺* - 起行*・後藤寺* - 東身内谷*・後藤寺* - 南*を田川線とする。
- 1913年（大正2年）3月1日 （貨）後藤寺原駅*を廃止。
- 1914年（大正3年）9月3日 後藤寺* - 東身内谷*の貨物支線を廃止。
- 1922年（大正11年）1月1日 （貨）西身内谷駅*を廃止。
- 1926年（大正15年）7月15日 九州産業鉄道（後の産業セメント鉄道）と直通運転にともない、後藤寺* - 起行*の旅客営業開始。接続点である起行駅では旅客扱い無し。
- 1942年（昭和17年）
  - 8月1日 添田駅を西添田駅に改称。
  - 8月25日 西添田* - 彦山*を延伸開業、添田*（小倉鉄道の既設駅）・豊前桝田*・彦山*の各駅を新設。
- 1943年（昭和18年）
  - 5月1日 香春駅を勾金駅に改称。
  - 7月1日
    - 西添田* - 庄*の貨物支線を休止、（貨）庄駅*を休止。
    - 産業セメント鉄道買収にともない後藤寺* - 起行*を線区分離して後藤寺線に編入、起行駅*の所属線区を後藤寺線に変更。
- 1945年（昭和20年）
  - 5月1日 川崎駅*を豊前川崎駅*に改称。
  - 6月10日 後藤寺* - 南*の貨物支線を廃止、南駅*を廃止し後藤寺駅*に併合。
- 1954年（昭和29年）4月10日 崎山・内田の両信号場を新設。
- 1956年（昭和31年）
  - 3月15日 添田 - 彦山を日田線に編入。添田*・豊前桝田*・彦山*の駅所属線区を変更。
  - 8月11日 崎山信号場を駅に変更。
- 1960年（昭和35年）4月1日 線区分離。
  - 田川線は行橋 - 伊田とする。
  - 伊田* - 添田*・豊前川崎* - 第一大任*・豊前川崎* - 第二大任*を日田彦山線に編入。
  - 後藤寺*・池尻*・豊前川崎*・西添田*・（貨）第一大任*・（貨）第二大任*の駅所属線区を変更。
- 1973年（昭和48年）4月1日 勾金 - 夏吉の貨物支線を廃止、（貨）夏吉駅を廃止（1976-1989年まで日本セメント専用線として復活）。
- 1982年（昭和57年）11月3日 伊田駅を田川伊田駅に改称。
- 1987年（昭和62年）
  - 2月3日 第3次特定地方交通線として廃止承認。
  - 4月1日 勾金 - 田川伊田の貨物営業を廃止。国鉄分割民営化にともない九州旅客鉄道（第1種・全線）および日本貨物鉄道（第2種・行橋 - 勾金）が承継。
- 1989年（平成元年）10月1日 九州旅客鉄道から平成筑豊鉄道に転換[2]。日本貨物鉄道の行橋 - 勾金間の第二種鉄道事業廃止。内田信号場を廃止。
- 1990年（平成2年）
  - 4月1日 内田駅を新設[3]。
  - 10月1日 今川河童・新豊津の両駅を新設[4]。
- 1991年（平成3年）
  - 3月16日 タブレット閉塞を廃止し特殊自動閉塞化[5]。
  - 10月1日 美夜古泉駅を新設。
- 1993年（平成5年）3月18日 東犀川三四郎・柿下温泉口の両駅を新設。
- 1995年（平成7年）7月21日 源じいの森駅を新設。
- 2001年（平成13年）3月3日 上伊田駅を新設。
- 2003年（平成15年）3月15日 赤駅を新設。
- 2010年（平成22年）
  - 7月14日 集中豪雨により崎山 - 源じいの森間で路盤流失が発生し、崎山 - 油須原間が不通となる[6]。9月24日まで同区間でバス代行を実施。
  - 9月25日 崎山 - 油須原間の運行を再開[6]。
- 2012年（平成24年）
  - 7月14日 平成24年7月九州北部豪雨により崎山 - 田川伊田間の計40か所で法面崩壊・築堤崩壊などの災害が発生し不通となる[7]。7月17日より9月8日まで同区間でバス代行を実施。
  - 9月9日 崎山 - 田川伊田間の運行を再開[8]。
- 2018年（平成30年）
  - 7月6日 平成30年7月豪雨の影響で線路が被災し全線不通[9]。
  - 7月10日 行橋 - 崎山間で運転を再開（ただし崎山駅乗り入れは1日3往復のみ）、犀川 - 田川伊田間で代行バスを運行[10]。
  - 10月27日 崎山 - 田川伊田間の運行を再開[11][12]。
- 2019年（平成31年・令和元年）
  - 8月24日 行橋 - 美夜古泉間に令和コスタ行橋駅が開業[13][14]。
  - 10月1日 伊田線・糸田線・田川線で駅ナンバリング導入[15]。
- 2020年（令和2年）
  - 7月7日 令和2年7月豪雨の影響で、犀川 - 田川伊田間が不通となる[16]。
  - 7月9日 油須原 - 田川伊田間の運行を再開[16]。
  - 7月18日 犀川 - 油須原間の運行を再開（全線復旧）[17]。

## 駅一覧
- 全駅福岡県内に所在。
- *印は転換時（後）に設置された新駅。
- 駅ナンバリングは伊田線と共通であり、伊田線直方駅から行橋駅に向かって通番となる。

| 駅番号 | 駅名              | 営業キロ | 営業キロ | 接続路線・備考                                         | 所在地          | 所在地          |
| 駅番号 | 駅名              | 駅間     | 累計     | 接続路線・備考                                         | 所在地          | 所在地          |
| ------ | ----------------- | -------- | -------- | ------------------------------------------------------ | --------------- | --------------- |
| HC31   | 行橋駅            | -        | 0.0      | 九州旅客鉄道： 日豊本線（JF10）                        | 行橋市          | 行橋市          |
| HC30   | 令和コスタ行橋駅* | 1.3      | 1.3      |                                                        | 行橋市          | 行橋市          |
| HC29   | 美夜古泉駅*       | 1.0      | 2.3      |                                                        | 行橋市          | 行橋市          |
| HC28   | 今川河童駅*       | 0.7      | 3.0      |                                                        | 行橋市          | 行橋市          |
| HC27   | 豊津駅            | 1.9      | 4.9      |                                                        | 行橋市          | 行橋市          |
| HC26   | 新豊津駅*         | 0.9      | 5.8      |                                                        | 京都郡 みやこ町 | 京都郡 みやこ町 |
| HC25   | 東犀川三四郎駅*   | 2.4      | 8.2      |                                                        | 京都郡 みやこ町 | 京都郡 みやこ町 |
| HC24   | 犀川駅            | 1.5      | 9.7      |                                                        | 京都郡 みやこ町 | 京都郡 みやこ町 |
| HC23   | 崎山駅            | 2.7      | 12.4     |                                                        | 京都郡 みやこ町 | 京都郡 みやこ町 |
| HC22   | 源じいの森駅*     | 3.4      | 15.8     |                                                        | 田川郡          | 赤村            |
| HC21   | 油須原駅          | 1.1      | 16.9     |                                                        | 田川郡          | 赤村            |
| HC20   | 赤駅*             | 1.5      | 18.4     |                                                        | 田川郡          | 赤村            |
| HC19   | 内田駅*           | 2.3      | 20.7     |                                                        | 田川郡          | 赤村            |
| HC18   | 柿下温泉口駅*     | 1.8      | 22.5     |                                                        | 田川郡          | 香春町          |
| HC17   | 勾金駅            | 1.1      | 23.6     |                                                        | 田川郡          | 香春町          |
| HC16   | 上伊田駅*         | 1.3      | 24.9     |                                                        | 田川市          | 田川市          |
| HC15   | 田川伊田駅        | 1.4      | 26.3     | 九州旅客鉄道： 日田彦山線（JI13） 平成筑豊鉄道：伊田線 | 田川市          | 田川市          |

### 廃止区間
日田彦山線に編入された区間から分岐していた支線は「日田彦山線」を参照。（貨）は貨物駅を表す。
- 勾金駅 - （貨）夏吉駅